# Mariano Latorre
Mariano Lautaro Latorre Court (* 4. Januar 1886 in Cobquecura; † 10. November 1955 in Santiago de Chile) war ein chilenischer Schriftsteller.

## Leben
Latorre kam als Sohn des Spaniers Mariano de la Torre Sandelis und der französischstämmigen Fernandina Court zur Welt. In seiner Kindheit wechselte die Familie mehrfach den Wohnort und zog nacheinander nach Valparaiso, Santiago de Chile, Parral und Talca. In Talca wandte sich Latorre gemeinsam mit seinem Freund Fernando Santiván der Literatur zu und schrieb 1901 erste Artikel für die Zeitschrift Luz y Sombra; später auch für La Actualidad, La Libertad und Zig-Zag. Zu seinen literarischen Vorbildern zählten Émile Zola, Alphonse Daudet, Fjodor Dostojewski, Maxim Gorki, Charles Dickens, Guy de Maupassant und José María de Pereda. Nach dem Tod des Vaters brach er sein Jurastudium an der Universidad de Chile ab. Er schrieb sich 1908 am Instituto Pedagógico ein, studierte dort Latein, Sprachwissenschaften und spanische Literatur. 1915 wurde er am gleichen Institut zum Professor für Spanisch ernannt.
Neben der zu Fernando Santivan pflegte Latorre enge Freundschaften zu weiteren Schriftstellern, darunter zu Baldomero Lillo, Carlos Mondaca, Rafael Maluenda, Augusto Thomsom und Mario Luis Rocuant.
1936 wurde Latorre der Premio Municipal de Santiago, 1944 der Premio Nacional de Literatura de Chile verliehen.
Latorre starb am 10. November 1955. Zu den Rednern bei der Trauerfeier gehörte Pablo Neruda.

## Werk
Latorre verfasste eine große Zahl von Erzählungen, die sich mit chilenischen Landschaften und ihren Bewohnern befassten. Dabei war er einer der prägenden Vertreter des Criollismo, also jener geistigen Strömung Südamerikas, die versucht, durch die Synthese indianischer und europäischer Elemente eine eigenständige südamerikanische Kultur zu begründen. 1912 veröffentlichte Latorre sein erstes Buch: Cuentos del Maule. Zwanzig weitere Bücher sollten in den kommenden Jahrzehnten folgen. Zu den wichtigsten Werken Latorres zählen:
| - Cuentos del Maule (1912) - Cuna de Cóndores (1918) - Zurzulita (1920) - Ully (1923) - Chilenos del Mar (1929) | - On Panta (1935) - Hombres y Zorros (1937) - La Literatura de Chile (1941) - Mapu (1942) - Viento de Mallines (1944) | - El Choroy de Oro (1946) - Chile, País de Rincones (1947) - El Caracol (1952) - La Paquera (1958) - La Isla de los Pájaros (1959) |